# Чемпионат Москвы по регби
Чемпионат Москвы по регби проводится с перерывами 1935 года. Первое регбийное соревнование в СССР.
С 2006 по 2013 год проводился несколько раз в год (зима-лето). В 2013 году проводился по круговой системе в двух дивизионах, всего 11 команд. В 2014 в трех дивизионах, 17 команд. В 2015 снова в двух, 18 команд. В 2016 году — три дивизиона, 21 команда. В 2017 году — три дивизиона, 23 команды. В 2018 году — три дивизиона, 27 команд. В 2019 году — три дивизиона, 26 команды («Норд» и «Железнодорожники» снялись по ходу чемпионата). В 2020-м любительские команды участвовали в первенстве среди любительских команд в двух дивизионах, а чемпионат разыгрывался по сложной схеме состоявшего из двух этапов: группового (в дальнейшем переведен в разряд Высшего дивизиона любительской регбийной лиги) и стадии плей-офф, в которой принимали участие 4 команды — «Динамо», «Динамо-2», «Слава-молодежная» и ЛРК «Торпедо».
C 2013 по 2018 годы первый дивизион Чемпионата Москвы также являлся дивизионом «Москва» предварительного этапа Чемпионата Федеральной лиги — третьего по значимости турнира в иерархии регбийной системы России.
С 2021 года большинство любительских команд играют в соревнованиях под эгидой регбийной лиги ВФСО «Трудовые резервы». В 2021 и 2022 годах чемпионат не проводился. В 2023 году Федерация регби в Москве спустя два года возобновила проведение чемпионата Москвы по регби, при этом победитель соревнований получил право выступить в финальном турнире Чемпионата Федеральной регбийной лиги.

## Формат
В 2011—2013 годах, а также 2015 году — 2 дивизиона (высший — Первый дивизион)
В 2014—2019 годах — 3 дивизиона (высший — Первый дивизион) (кроме 2015 года).
В 2020 году — серия плей-офф с участием 4 команд (альтернативные соревнования под эгидой Федерации регби в г. Москве — Любительская регбийная лига, в которой приняли участие 26 команд, распределенных на 3 дивизиона).
В 2021 году — не проводился (альтернативные соревнования под эгидой Федерации регби в г. Москве — Любительская регбийная лига Москвы из 5 команд).
В 2022 году — не проводился.
В 2023 году — 1 дивизион из 8 команд в один круг играми каждый с каждым.
В 2025 году - дивизион "Центр-1" ФРЛ объединился с чемпионатом Москвы. В турнире приняли участие 8 команд, ранее игравших в ФРЛ

## Участники
2025
Команды, принимающие участие в чемпионате 2025 года
- Фаворит (бывшие Зеленоград-Армейцы)
- Московские драконы
- МГУ
- ЛРК ВВА
- Warriors
- Гранит
- Форум
- МИФИ

2024
Команды, принимающие участие в чемпионате 2024 года:
- ЛРК Динамо
- МАР
- Армейцы
- Армейцы-Зеленоград
- Спартак
- Фили

2023
Команды, принимающие участие в чемпионате 2023 года:

| 1 дивизион - ЦСКА - Армейцы-Зеленоград - Спартак - Фили - ЛРК Динамо - МАР - МАР-А - Феникс |

2019
Команды, принимавшие участие в чемпионате 2019 года:

| 1 дивизион - Динамо - Зеленоград - Слава - Фили - Московские Драконы - ВВА - ЦСКА - Локомотив | 2 дивизион - Торпедо - Форум - МИФИ - МГУ - РУДН - Спартак - Московские Драконы-д - Тушино | 3 дивизион - Армейцы - Warriors - Олимп - Столица - Академия - Русичи - Система - Вымпел |  |

## Чемпионы и призёры
| 1935(в)                   | Динамо                | Союз кооперации       | Школа ВЦИК         |
| 1935(о)                   | Динамо                | Союз кооперации       | Метро              |
| 1936(в)                   | Локомотив             | Динамо                | Школа ВЦИК(?)      |
| 1936(о)                   | Динамо                | Локомотив(?)          | Буревестник(?)     |
| 1937                      | Динамо                | Локомотив(?)          | Школа ВЦИК         |
| 1938                      | Динамо                | Спартак(?)            | Локомотив(?)       |
| 1939                      | Динамо                | Спартак               | Буревестник        |
| 1940                      | Буревестник           | Динамо                | Локомотив(?)       |
|                           |                       |                       |                    |
| 1946                      | Буревестник           | Динамо                |                    |
| 1947                      | Динамо                | Буревестник           | Спартак            |
| не проводили до 1960 года |                       |                       |                    |
| 1960                      | МАИ                   | Труд                  | МВТУ               |
| 1961                      | МВТУ                  | МАИ                   | Труд               |
| 1962                      | МАИ                   | МВТУ                  | Труд               |
| 1963                      | МАИ                   | МВТУ                  | Труд               |
| 1964                      | МВТУ                  | МАИ                   | Спартак            |
| 1965                      | МВТУ                  | МАИ                   | Спартак            |
| 1966                      | МВТУ                  | МАИ                   | Динамо(?)          |
| 1967                      | Динамо                | МВТУ                  | МАИ                |
| 1968                      | МВТУ                  | Динамо                | Спартак            |
| 1969                      | Спартак               | Фили                  | Динамо             |
| 1970                      | Фили                  | МАИ                   | Спартак            |
| 1971                      | Фили                  | Спартак               | МАИ                |
| 1972                      | Фили                  | Динамо                | Локомотив          |
| 1973                      | Фили                  | Динамо(?)             | МАИ                |
| 1974                      | Фили                  | Динамо(?)             | МАИ                |
| 1975                      | Фили                  | Слава                 | Локомотив(?)       |
| 1976                      | Слава                 | Локомотив             | Аэрофлот           |
|                           |                       |                       |                    |
| 1984                      | МАИ                   |                       |                    |
|                           |                       |                       |                    |
| 1992                      | Зенит-ЖЭСА Зеленоград |                       |                    |
| 1993                      | Фили                  | Зенит-ЖЭСА Зеленоград |                    |
|                           |                       |                       |                    |
| 2003 (зима)               | МАТИ (Фили-юн.)       |                       |                    |
|                           |                       |                       |                    |
| 2010 (зима)               | Доверие               | Фили (ветераны)       | МАИ-Марьино        |
| 2010 (лето)               |                       |                       |                    |
| 2011                      | Зеленоград            | Слава (ветераны)      | Фили (ветераны)    |
| 2012 (зима)               | Динамо                | Южное Тушино          | ВВА (Монино)       |
| 2012                      | Зеленоград            | Московские Драконы    | Фили               |
| 2013 — не доигран         | Зеленоград            | Фили                  | Московские Драконы |
| 2014                      | Зеленоград            | Фили (ветераны)       | Московские Драконы |
| 2015                      | Московские Драконы    | Динамо-Сокол          | ВВА (Монино)       |
| 2016                      | Зеленоград            | Московские Драконы    | Динамо             |
| 2017                      | Динамо                | Московские Драконы    | Зеленоград         |
| 2018                      | Зеленоград            | ЦСКА                  | Динамо             |
| 2019                      | Слава                 | Зеленоград            |                    |
| 2020                      | Динамо                | Слава                 | Торпедо            |
| 2022                      | Зеленоград            | Фили-ВВА              | Московские Драконы |
| 2023                      | Спартак (Москва)      | Фили                  | Зеленоград-Армейцы |
| 2024                      | Спартак (Москва)      | Фили                  | МАР                |